# دن فرناندو
دن فرناندو (انگلیسی: Don Fernando؛ زاده ۱۲ آوریل ۱۹۴۸) یک بازیگر پورنوگرافی اهل ایالات متحده آمریکا است.